# 1995年のNFLドラフト
1995年のNFLドラフトは、60回目のNFLドラフト。1995年4月22日から23日までの2日間ニューヨークのマディソン・スクエア・ガーデンで開催された。
ドラフト指名順は、完全ウェーバー制で行われた。この年、2つのエクスパンションチーム、ジャクソンビル・ジャガーズ、カロライナ・パンサーズが加入した。エクスパンションドラフトではジャガーズが最初の指名権を得た。ドラフトではパンサーズが全体1位指名権を獲得したが、パンサーズはこの指名権をシンシナティ・ベンガルズにトレード、ベンガルズはペンシルベニア州立大学のキジャナ・カーターを指名した。ベンガルズは前年のドラフトでも全体1位指名権を持っており、ダン・ウィルキンソンを指名していた。
キジャナ・カーターは前年のハイズマン賞選考でラシャーン・サラームに次ぐ2位となった。ドラフト上位指名が期待されたウォーレン・サップは全体12位でようやく指名された。
過去4シーズンで平均3勝しかしていないベンガルズの救世主として期待されたカーターだが、プレシーズン第1週の試合でACL断裂してシーズン絶望となった。その後2年間で15タッチダウンをあげたが4シーズンでベンガルズを去り、7シーズンで1,144ヤード獲得、20タッチダウンにとどまった。
なおパンサーズとジャガーズには1巡指名権を含む追加のドラフト指名権が与えられたが、パンサーズはピッツバーグ・スティーラーズの守備コーディネーター、ドム・ケイパーズをヘッドコーチとして迎えるにあたり、追加のドラフト2巡、6巡指名権を失った。
前年のハイズマン賞受賞者のラシャーン・サラームは1巡21位でシカゴ・ベアーズに指名された。

## 指名選手
指名順位の数字の後の¤はエクスパンションチームに与えられる追加の指名権、*は、FAで失った選手に対して自動的に計算し与えられる補償ドラフトを示す。

### 1巡指名選手
| 指名順位 | チーム                             | 選手名                       | ポジション | 出身大学               |
| 1        | シンシナティ・ベンガルズ           | キジャナ・カーター           | RB         | ペンシルベニア州立大学 |
| 2        | ジャクソンビル・ジャガーズ         | トニー・ボセリ               | OT         | USC                    |
| 3        | ヒューストン・オイラーズ           | スティーブ・マクネア         | QB         | アルコーン州立大学     |
| 4        | ワシントン・レッドスキンズ         | マイケル・ウェストブルック   | WR         | コロラド大学           |
| 5        | カロライナ・パンサーズ             | ケリー・コリンズ             | QB         | ペンシルベニア州立大学 |
| 6        | セントルイス・ラムズ               | ケビン・カーター             | DE         | フロリダ大学           |
| 7        | フィラデルフィア・イーグルス       | マイク・マムーラ             | DE         | ボストンカレッジ       |
| 8        | シアトル・シーホークス             | ジョーイ・ギャロウェイ       | WR         | オハイオ州立大学       |
| 9        | ニューヨーク・ジェッツ             | カイル・ブレイディ           | TE         | ペンシルベニア州立大学 |
| 10       | サンフランシスコ・49ers            | J・J・ストークス             | WR         | UCLA                   |
| 11       | ミネソタ・バイキングス             | デリック・アレキサンダー     | DE         | フロリダ州立大学       |
| 12       | タンパベイ・バッカニアーズ         | ウォーレン・サップ           | DT         | マイアミ大学           |
| 13       | ニューオーリンズ・セインツ         | マーク・フィールズ           | LB         | ワシントン州立大学     |
| 14       | バッファロー・ビルズ               | ルーベン・ブラウン           | OG         | ピッツバーグ大学       |
| 15       | インディアナポリス・コルツ         | エリス・ジョンソン           | DT         | フロリダ大学           |
| 16       | ニューヨーク・ジェッツ             | ヒュー・ダグラス             | DE         | セントラル州立大学     |
| 17       | ニューヨーク・ジャイアンツ         | タイロン・ウィートリー       | RB         | ミシガン大学           |
| 18       | ロサンゼルス・レイダース           | ナポレオン・カウフマン       | RB         | ワシントン大学         |
| 19       | ジャクソンビル・ジャガーズ         | ジェームズ・スチュワート     | RB         | テネシー大学           |
| 20       | デトロイト・ライオンズ             | ルーサー・エリス             | DT         | ユタ大学               |
| 21       | シカゴ・ベアーズ                   | ラシャーン・サラーム         | RB         | コロラド大学           |
| 22       | カロライナ・パンサーズ             | タイロン・プール             | CB         | フォートバレー州立大学 |
| 23       | ニューイングランド・ペイトリオッツ | タイ・ロー                   | CB         | ミシガン大学           |
| 24       | ミネソタ・バイキングス             | コーリー・ストリンガー       | OT         | オハイオ州立大学       |
| 25       | マイアミ・ドルフィンズ             | ビリー・ミルナー             | OT         | ヒューストン大学       |
| 26       | アトランタ・ファルコンズ           | デビン・ブッシュ             | S          | フロリダ州立大学       |
| 27       | ピッツバーグ・スティーラーズ       | マーク・ブリューナー         | TE         | ワシントン大学         |
| 28       | タンパベイ・バッカニアーズ         | デリック・ブルックス         | LB         | フロリダ州立大学       |
| 29       | カロライナ・パンサーズ             | ブレイク・ブロッカーマイアー | OT         | テキサス大学           |
| 30       | クリーブランド・ブラウンズ         | クレイグ・パウエル           | LB         | オハイオ州立大学       |
| 31¤      | カンザスシティ・チーフス           | トレゼル・ジェンキンス       | OT         | ミシガン大学           |
| 32¤      | グリーンベイ・パッカーズ           | クレイグ・ニューサム         | CB         | アリゾナ州立大学       |

### 2巡指名選手
| 指名順位 | チーム                             | 選手名 | ポジション | 出身大学 |
| 33       | ニューヨーク・ジェッツ             | マット・オドワイヤー | O | ノースウェスタン大学 |
| 34       | サンディエゴ・チャージャーズ       | テレンス・ショー | CB | スティーブン・F・オースティン大学                                                                                              |
| 35       | ヒューストン・オイラーズ           | アンソニー・クック | DT | サウスカロライナ州立大学 |
| 36       | カロライナ・パンサーズ             | ショーン・キング | DE | ノースイーストルイジアナ大学                                                                                                   |
| 37       | ワシントン・レッドスキンズ         | コーリー・レイマー | C | ウィスコンシン大学 |
| 38       | セントルイス・ラムズ               | ザック・ウィーガート | OT | ネブラスカ大学 |
| 39       | シアトル・シーホークス             | クリスチャン・フォーリア | TE | コロラド大学 |
| 40       | ジャクソンビル・ジャガーズ         | ブライアン・デマルコ | OT | ミシガン州立大学 |
| 41       | アトランタ・ファルコンズ           | ロン・デービス | CB | テネシー大学 |
| 42       | ミネソタ・バイキングス             | オーランド・トーマス | S | サウスウェスタンルイジアナ大学                                                                                                 |
| 43       | タンパベイ・バッカニアーズ         | メルビン・ジョンソン | S | ケンタッキー大学 |
| 44       | ニューオーリンズ・セインツ         | レイ・ゼラーズ | FB | ノートルダム大学 |
| 45       | バッファロー・ビルズ               | トッド・コリンズ | QB | ミシガン大学 |
| 46       | ダラス・カウボーイズ               | シャーマン・ウィリアムズ | RB | アラバマ大学 |
| 47       | アリゾナ・カージナルス             | フランク・サンダース | WR | オーバーン大学 |
| 48       | インディアナポリス・コルツ         | ケン・ディルガー | TE | イリノイ大学 |
| 49       | ロサンゼルス・レイダース           | バレット・ロビンズ | C | TCU |
| 50       | フィラデルフィア・イーグルス       | ボビー・テイラー | CB | ノートルダム大学 |
| 51       | サンディエゴ・チャージャーズ       | テレル・フレッチャー | RB | ウィスコンシン大学 |
| 52       | シカゴ・ベアーズ                   | パット・ライリー | DT | マイアミ大学 |
| 53       | マイアミ・ドルフィンズ             | アンドリュー・グリーン | OG | インディアナ大学 |
| 54       | ニューヨーク・ジャイアンツ         | スコット・グラッグ | OT | モンタナ大学 |
| 55       | ミネソタ・バイキングス             | コーリー・フラー | CB | フロリダ州立大学 |
| 56       | シカゴ・ベアーズ                   | トッド・ソウアーブラン | P | ウェストバージニア大学 |
| 57       | ニューイングランド・ペイトリオッツ | テッド・ジョンソン | LB | コロラド大学 |
| 58       | フィラデルフィア・イーグルス       | バレット・ブルックス | OT | カンザス州立大学 |
| 59       | ダラス・カウボーイズ               | ケンデル・ワトキンス | TE | ミシシッピ州立大学 |
| 60       | ピッツバーグ・スティーラーズ       | コーデル・スチュワート | QB | コロラド大学 |
| 61       | サンディエゴ・チャージャーズ       | ジミー・オリバー | WR | TCU |
| 62       | セントルイス・ラムズ               | ジェシー・ジェームズ | OG | ミシシッピ州立大学 |
| 63*      | ダラス・カウボーイズ               | シェーン・ハナ | OG | ミシガン州立大学 |
| ¤        | カロライナ・パンサーズ             | ピッツバーグ・スティーラーズの守備コーディネーター、ドム・ケイパーズをヘッドコーチとして引き抜く過程でドラフト指名権を失った。 | ピッツバーグ・スティーラーズの守備コーディネーター、ドム・ケイパーズをヘッドコーチとして引き抜く過程でドラフト指名権を失った。 | ピッツバーグ・スティーラーズの守備コーディネーター、ドム・ケイパーズをヘッドコーチとして引き抜く過程でドラフト指名権を失った。 |
| 64¤      | ジャクソンビル・ジャガーズ         | ブライアン・シュウォルツ | LB | アウグスタナ大学 |

### 3巡指名選手
| 指名順位 | チーム                             | 選手名                   | ポジション | 出身大学                   |
| 65       | グリーンベイ・パッカーズ           | ダリアス・ホーランド     | DT         | コロラド大学               |
| 66       | グリーンベイ・パッカーズ           | ウィリアム・ヘンダーソン | FB         | ノースカロライナ大学       |
| 67       | ヒューストン・オイラーズ           | クリス・サンダース       | WR         | オハイオ州立大学           |
| 68       | ワシントン・レッドスキンズ         | ダリル・パウンズ         | CB         | ニコルズ州立大学           |
| 69       | シンシナティ・ベンガルズ           | メルビン・ターテン       | OT         | シラキュース大学           |
| 70       | デトロイト・ライオンズ             | デビッド・スローン       | TE         | ニューメキシコ大学         |
| 71       | ジャクソンビル・ジャガーズ         | クリス・ハドソン         | S          | コロラド大学               |
| 72       | フィラデルフィア・イーグルス       | グレッグ・ジェファーソン | DE         | セントラルフロリダ大学     |
| 73       | グリーンベイ・パッカーズ           | ブライアン・ウィリアムズ | LB         | USC                        |
| 74       | ニューイングランド・ペイトリオッツ | カーティス・マーティン   | RB         | ピッツバーグ大学           |
| 75       | ニューオーリンズ・セインツ         | マーク・バーステゲン     | OT         | ウィスコンシン大学         |
| 76       | バッファロー・ビルズ               | マーロン・カーナー       | CB         | オハイオ州立大学           |
| 77       | アトランタ・ファルコンズ           | ロレンゾ・スタイルズ     | LB         | オハイオ州立大学           |
| 78       | フィラデルフィア・イーグルス       | クリス・T・ジョーンズ    | WR         | マイアミ大学               |
| 79       | インディアナポリス・コルツ         | ザック・クロケット       | FB         | フロリダ州立大学           |
| 80       | アリゾナ・カージナルス             | ストーニー・ケース       | QB         | ニューメキシコ大学         |
| 81       | カンザスシティ・チーフス           | タマリク・バノーバー     | WR         | フレズノ州立大学           |
| 82       | セントルイス・ラムズ               | スティーブ・マクローリン | K          | アリゾナ大学               |
| 83       | シカゴ・ベアーズ                   | ショーン・ハリス         | LB         | アリゾナ大学               |
| 84       | クリーブランド・ブラウンズ         | エリック・ザイアー       | QB         | ジョージア大学             |
| 85       | ニューヨーク・ジャイアンツ         | ロドニー・ヤング         | CB         | LSU                        |
| 86       | ロサンゼルス・レイダース           | ジョー・アスカ           | RB         | セントラルオクラホマ大学   |
| 87       | シカゴ・ベアーズ                   | エバン・ピルグリム       | OG         | BYU                        |
| 88       | ニューイングランド・ペイトリオッツ | ジミー・ヒッチコック     | CB         | ノースカロライナ大学       |
| 89       | ヒューストン・オイラーズ           | ロドニー・トーマス       | RB         | テキサスA&M大学            |
| 90       | グリーンベイ・パッカーズ           | アントニオ・フリーマン   | WR         | バージニア工科大学         |
| 91       | ピッツバーグ・スティーラーズ       | ブレンデン・ステイ       | OG         | ネブラスカ大学             |
| 92       | ダラス・カウボーイズ               | チャーリー・ウィリアムズ | CB         | ボーリンググリーン州立大学 |
| 93       | サンディエゴ・チャージャーズ       | ドン・ササ               | DT         | ワシントン州立大学         |
| 94       | クリーブランド・ブラウンズ         | マイク・ブレデリック     | DE         | バージニア大学             |
| 95*      | ヒューストン・オイラーズ           | トーリー・ハンター       | CB         | ワシントン州立大学         |
| 96*      | バッファロー・ビルズ               | ダミアン・コビントン     | LB         | ノースカロライナ州立大学   |
| 97¤      | カンザスシティ・チーフス           | トロイ・デュマース       | LB         | ネブラスカ大学             |
| 98¤      | サンディエゴ・チャージャーズ       | プレストン・ハリソン     | OG         | オハイオ州立大学           |

### 4巡指名以降の主な選手
| 指名順位 | チーム                       | 選手名                   | ポジション | 出身大学             |
| 99       | ジャクソンビル・ジャガーズ   | ロブ・ジョンソン         | QB         | USC                  |
| 102      | シンシナティ・ベンガルズ     | サム・シェイド           | S          | アラバマ大学         |
| 109      | バッファロー・ビルズ         | ケン・アービン           | CB         | メンフィス大学       |
| 126      | カロライナ・パンサーズ       | ジェイソン・カイル       | LB         | アリゾナ州立大学     |
| 141      | デトロイト・ライオンズ       | スティーブン・ボイド     | LB         | ボストンカレッジ     |
| 159      | ヒューストン・オイラーズ     | ゲイリー・ウォーカー     | DE         | オーバーン大学       |
| 170      | グリーンベイ・パッカーズ     | トラビス・ジャーベイ     | RB         | ザ・シタデル         |
| 175      | シンシナティ・ベンガルズ     | ライアン・グリグソン     | OT         | パデュー大学         |
| 181      | アトランタ・ファルコンズ     | トラビス・ホール         | DT         | BYU                  |
| 192      | デトロイト・ライオンズ       | コーリー・シュレシンガー | FB         | ネブラスカ大学       |
| 196      | デンバー・ブロンコス         | テレル・デービス         | RB         | ジョージア大学       |
| 197      | ロサンゼルス・チャージャーズ | クレイグ・ウェリハン     | QB         | パシフィック大学     |
| 209      | カロライナ・パンサーズ       | チャド・コータ           | SS         | オレゴン大学         |
| 221      | バッファロー・ビルズ         | トム・ニュッテン         | C          | 西ミシガン大学       |
| 222      | デンバー・ブロンコス         | バイロン・チェンバレン   | WR         | ウェイン州立大学     |
| 230      | グリーンベイ・パッカーズ     | アダム・ティマーマン     | OG         | サウスダコタ州立大学 |
| 244      | バッファロー・ビルズ         | ダリック・ホームズ       | RB         | ポートランド州立大学 |
| 247*     | ラスベガス・レイダース       | コール・フォード         | K          | USC                  |

### 主な指名権のトレード
カロライナ・パンサーズは全体1位指名権をシンシナティ・ベンガルズの全体5位指名権及び2巡指名権とトレードした。
タンパベイ・バッカニアーズは全体7位指名権と3巡指名権をフィラデルフィア・イーグルスの全体12位指名権、2つの2巡指名権とトレードした。
全体10位指名権を持つアトランタ・ファルコンズは、クリーブランド・ブラウンズの全体26位指名権及びエリック・メトカーフとトレードした。この指名権を得たブラウンズはサンフランシスコ・49ersの全体30位指名権、3巡、4巡指名権、翌年のドラフト1巡指名権とトレードした。
デンバー・ブロンコスは全体11位指名権を前年にアトランタ・ファルコンズからマイク・プリチャードを獲得したトレードにからんで指名権を譲渡した。ファルコンズは前年のドラフトの際、クリス・ドールマンを獲得するトレードを行っており、この年のドラフト1巡などをミネソタ・バイキングスに譲渡した。
アリゾナ・カージナルスは全体16位指名権、4巡指名権をニューヨーク・ジェッツのロブ・ムーアとトレードした。
カンザスシティ・チーフスは全体19位指名権をジャクソンビル・ジャガーズの全体31位指名権、3巡、4巡、翌年の4巡指名権とトレードした。
グリーンベイ・パッカーズは全体22位指名権、6巡指名権をカロライナ・パンサーズの全体32位指名権、3巡、6巡指名権とトレードした。
ダラス・カウボーイズは全体28位指名権をタンパベイ・バッカニアーズの2つの2巡指名権とトレードした。
サンディエゴ・チャージャーズは全体29位指名権をカロライナ・パンサーズの2巡、3巡指名権とトレードした。

### ドラフト外入団の主な選手
| チーム                     | 選手名               | ポジション | 出身大学               |
| グリーンベイ・パッカーズ   | ジョー・ネドニー     | K          | サンノゼ州立大学       |
| インディアナポリス・コルツ | マーカス・ポラード   | TE         | ブラッドリー大学       |
| ニューヨーク・ジェッツ     | ウェイン・クレベット | WR         | ホフストラ大学         |
| タンパベイ・バッカニアーズ | ケリー・ホルコム     | QB         | ミドルテネシー州立大学 |
| ワシントン・レッドスキンズ | スコット・ブラントン | K          | オクラホマ大学         |